# Rembrandt. Sämtliche Zeichnungen und Radierungen

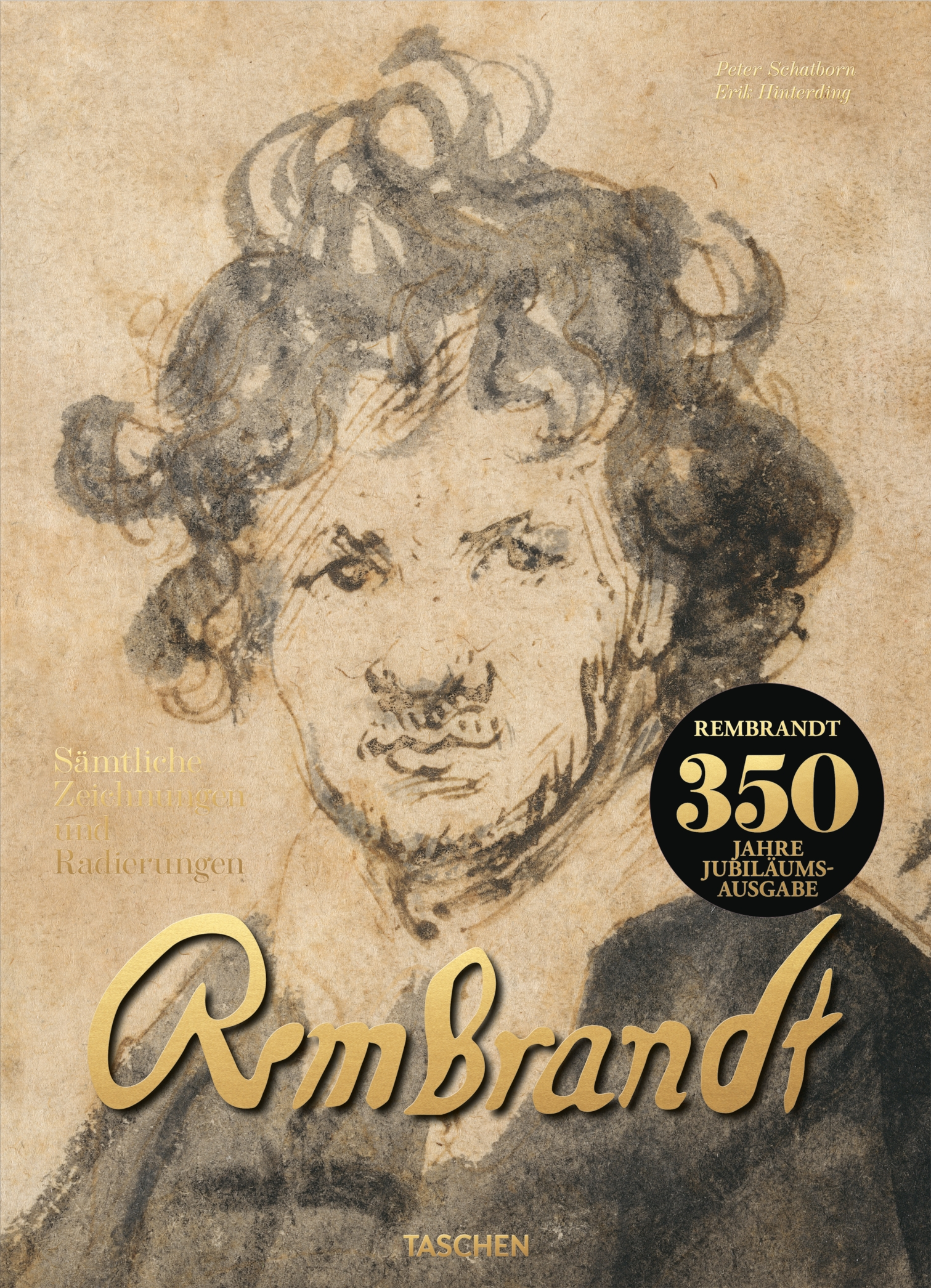
Rembrandt. Sämtliche Zeichnungen und Radierungen, Cover

Rembrandt. Sämtliche Zeichnungen und Radierungen ist ein von den Kunsthistorikern Peter Schatborn und Erik Hinterding verfasstes und im Verlag Taschen erschienenes Werkverzeichnis der Zeichnungen und Radierungen des niederländischen Malers und Grafikers Rembrandt van Rijn. Das Buch erschien zum 350. Todestag Rembrandts im Jahr 2019, zeitgleich in deutscher, englischer, niederländischer und französischer Sprache, und 2020 auf Spanisch. In einem weiteren Band des Verlags, Rembrandt. Sämtliche Gemälde von Volker Manuth, Marieke de Winkel und Rudie van Leeuwen, werden die Gemälde Rembrandts in ähnlicher Aufmachung dargestellt. Ein im selben Jahr erschienener und von Manuth und de Winkel verfasster Band in kleinerem Format, Rembrandt. Die Selbstporträts, stellt noch einmal diesen Ausschnitt aus seinem Gesamtwerk dar.

## Hintergrund

### Zeichnungen
Im Vergleich zu den Gemälden und den Radierungen Rembrandts sind seine Zeichnungen nur selten systematisch zu Werkverzeichnissen zusammengefasst worden. Erste Versuche unternahm Carel Vosmaer, der 1869 auf 320 und 1877 auf etwa 700 Zeichnungen kam. Auch Eugène Dutuit beschrieb 1885 in seinem mehrbändigen Rembrandt-Werk etwa 700 Blätter in 26 Sammlungen. Die Handzeichnungen Rembrandts wurden 1906 von Cornelis Hofstede de Groot mit Angaben zu 1613 Zeichnungen veröffentlicht. Der Umfang des anerkannten Gesamtwerks wurde in den folgenden Jahrzehnten deutlich verändert. Der österreichische Kunsthistoriker Otto Benesch veröffentlichte von 1954 bis 1957 in sechs Bänden The Drawings of Rembrandt. A Critical and Chronological Catalogue und beschrieb 1467 eigenhändige Blätter, von denen nur 856 bereits bei Hofstede de Groot katalogisiert waren. Es wurde also ein großer Anteil von Hofstede de Groots Korpus verworfen, aber auch Hunderte Zeichnungen neu aufgenommen. Eine erweiterte zweite Auflage, ebenfalls in sechs Bänden, wurde 1973 von Beneschs Witwe unter dem Titel The Drawings of Rembrandt. Complete Edition in Six Volumes herausgegeben. Daneben erschienen im 20. Jahrhundert etliche Ausstellungskataloge und Bestandskataloge einzelner Sammlungen, die jeweils nur einen kleinen Ausschnitt des zeichnerischen Werks behandeln.

### Radierungen
Die Radierungen Rembrandts waren bereits bei seinen Zeitgenossen begehrt, und die Sammler unterschieden schon damals die verschiedenen Zustände. Das erste Werkverzeichnis der Radierungen Rembrandts wurde von dem Pariser Kunsthändler Edme-François Gersaint erarbeitet und 1751 posthum als Catalogue raisonné de toutes les piėces qui forment l'oeuvre de Rembrandt veröffentlicht. Gersaints Catalogue raisonné war das erste einem einzelnen grafischen Künstler gewidmete Werkverzeichnis und zeichnete sich bereits durch detaillierte Erörterungen über die Zuschreibungen einzelner Werke an Rembrandt oder einen seiner Schüler aus. 1797 erschien die erste Auflage des von Adam von Bartsch zusammengestellten Catalogue raisonné de toutes les Estampes qui forment l'Œuvre de Rembrandt, et ceux de ses principaux Imitateurs. Die von Bartsch eingeführte Nummerierung wird bis heute verwendet. Es folgten 1890 die Vollständige Sammlung der Kupferstiche Rembrandts von Dmitri A. Rowinski, 1912 A catalogue of Rembrandt's etchings. Chronologically arranged and completely illustrated von Arthur M. Hind und 1957 Rembrandt's etchings in zwei Bänden von Ludwig Münz.
1969 erschienen die beiden von Christopher White und Karel Boon bearbeiteten Rembrandt-Bände des von 1949 bis 2010 in 72 Bänden veröffentlichten Hollstein's Dutch & Flemish Etchings, Engravings and Woodcuts ca. 1450 – 1700. Dieses Werkverzeichnis galt fast ein halbes Jahrhundert lang als Standardwerk. White und Boon waren die Ersten, die systematisch die verschiedenen Zustände und die verwendeten besonderen Untergründe wie Japanpapier und Vellum erfassten. Die Bände wurden allerdings mit Blick auf den 300. Geburtstag Rembrandts in einer Eile zusammengestellt, die dem Werk anzusehen ist. So ist nur die Minderheit der katalogisierten Radierungen abgebildet. Der Text- und der Tafelband kosten jeweils 480 Euro.
Als Teil des bislang mehr als 100 Bände umfassenden Nachfolgers New Hollstein Dutch & Flemish Etchings, Engravings and Woodcuts 1450–1700 erschienen 2013 die sieben Rembrandt gewidmeten Bände. Gegenüber den früheren Katalogen der Radierungen Rembrandts wurden zahlreiche neu entdeckte Zustände aufgenommen und Datierungen aufgrund neuer Erkenntnisse geändert. Die insgesamt mehr als 2200 Seiten sind auf zwei Textbände, drei Tafelbände mit den Abbildungen aller katalogisierten Radierungen in allen Zuständen und zwei Bände mit Abbildungen von Kopien verteilt. Das von Erik Hinterding und Jaco Rutgers verfasste Werk richtet sich mit einem Preis von 465 Euro für jeden Band wie der Katalog von 1969 an ein professionelles Publikum. In diesem Kreis hat die Nummerierung des New Hollstein heute die Bartsch-Nummern abgelöst.

## Beschreibung

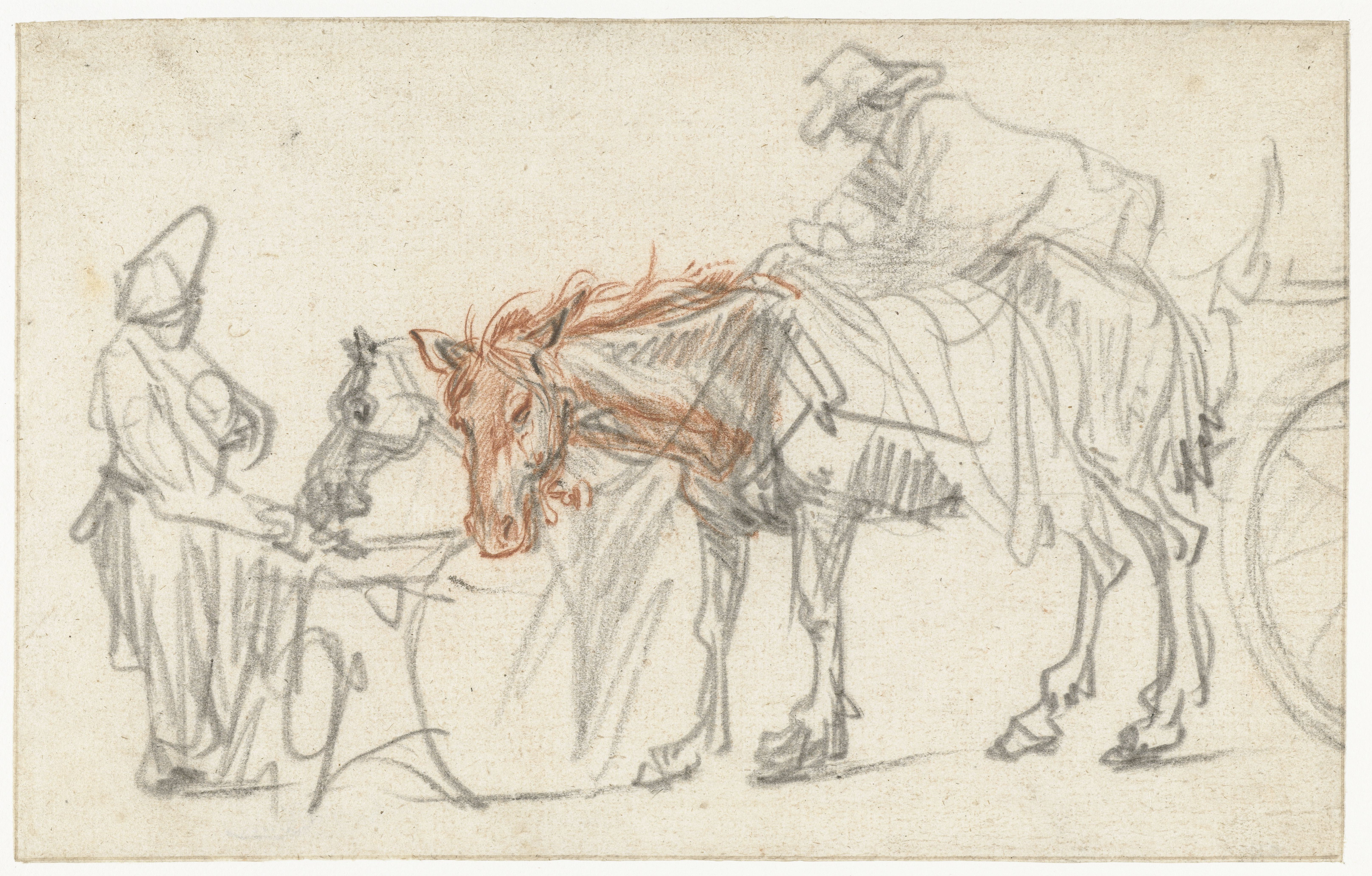
Z460 Zwei Pferde an einem Halteplatz, um 1629. Rote und schwarze Kreide, 173 × 271 mm. Amsterdam, Rijksmuseum, Inv. RP-T-1961-77

Rembrandt. Sämtliche Zeichnungen und Radierungen enthält farbige Abbildungen von 708 Zeichnungen und Reproduktionen von 314 Radierungen Rembrandts. Damit sind erstmals sämtliche – von den Autoren als solche anerkannten – Papierarbeiten Rembrandts in einem Band dargestellt. Außer den knappen Bildtexten gibt es keine Beschreibungen der einzelnen Werke. Das Werkverzeichnis umfasst 756 Seiten im Format von 29 × 39,5 cm und wiegt fast sieben Kilogramm. Der Schutzumschlag zeigt ein Detail von Rembrandts Zeichnung Selbstporträt mit zerzausten Haaren.
Obgleich die beiden Bände mit den Gemälden und mit den Zeichnungen und Radierungen separat vertrieben werden, bilden sie doch eine Einheit. Das zeigt sich beispielsweise in dem weitgehenden Verzicht auf Hintergrundinformationen zur Biografie Rembrandts im Band mit den Papierarbeiten. Diese Angaben nehmen mehr als die Hälfte des ersten Bandes ein. Tatsächlich enthält der Band mit den Zeichnungen und Radierungen nicht einmal dreißig Seiten Fließtext, er ist also trotz der prominenten Autoren ganz überwiegend als Bildband konzipiert. Viele Gemälde Rembrandts stehen in irgendeiner Weise mit seinen Zeichnungen oder Radierungen in Beziehung, und diese wiederum miteinander. Entsprechend finden sich zahlreiche Querverweise wie G31, Z207 oder R160. Diese Verweise sind nur nutzbar, wenn der Leser Zugang zum jeweils anderen Band hat, da die Autoren aller drei Kataloge eigene Nummerierungen verwenden.

### Katalog der Zeichnungen

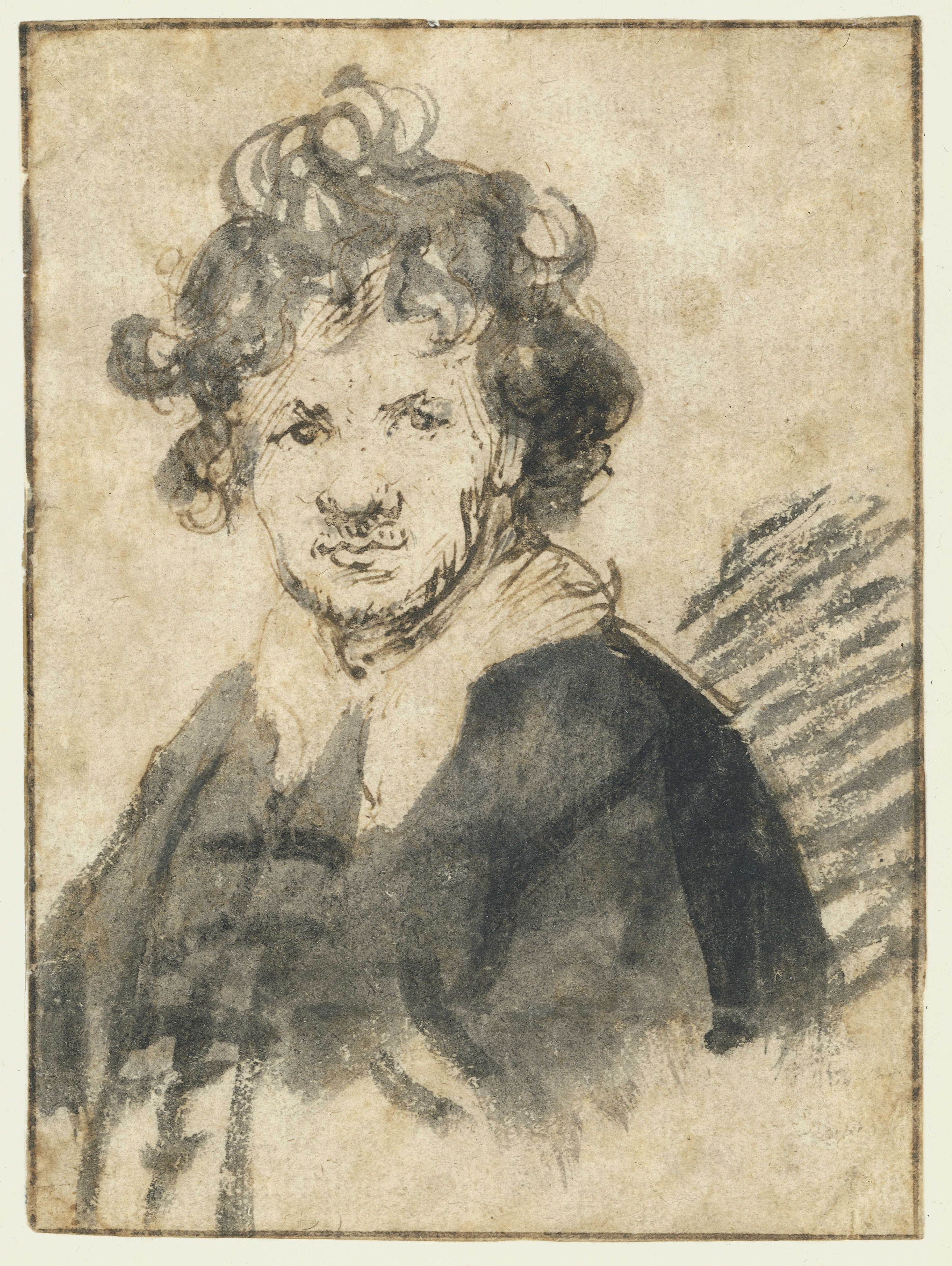
Z628 Selbstporträt, um 1629. Feder in Braun, Pinsel in Grau, 127 × 94 mm. Amsterdam, Rijksmuseum, Inv. RP-T-1961-75

Der erste Teil behandelt die Zeichnungen Rembrandts und wurde von Peter Schatborn bearbeitet, dem ehemaligen Leiter des Rijksprentenkabinet im Rijksmuseum Amsterdam. Schatborn ist neben Martin Royalton-Kisch einer der bedeutendsten Kenner der Zeichnungen Rembrandts. Der Katalog beginnt mit einer kurzen Einleitung Rembrandt als Zeichner, in der das zeichnerische Schaffen Rembrandts dem Stand der Forschung entsprechend auf vier Seiten umrissen wird. Der Katalog ist in thematische Kapitel gegliedert, was bei Kapiteln mit einem Umfang von bis zu 140 Seiten dem Leser nicht wirklich hilft. Innerhalb der Kapitel sind die Zeichnungen chronologisch geordnet, aber die Aufteilung in Themenbereiche verhindert, dass die Leser ein Werk aufgrund seiner Katalognummer wenigstens ungefähr datieren können.
Jedes Kapitel beginnt mit einer knappen Einführung von zwei Seiten Umfang. Darauf folgen die Farbabbildungen der Zeichnungen, die stets lagerichtig abgedruckt und von wenigen Zeilen Bildtext nach nebenstehendem Muster begleitet sind. Ein wesentlicher Mangel des Gemäldebands wird vermieden, die Zeichnungen sind, mit wenigen Ausnahmen, nicht über den Bundsteg gedruckt und somit vollständig sichtbar. Allerdings sind nur die Gemälde, und die Radierungen im vorliegenden Band, auf Hochglanzpapier gedruckt. Die Zeichnungen sind hingegen auf hochwertiges Papier mit strukturierter Oberfläche gedruckt, was den Bildeindruck oft empfindlich stört. Zudem scheinen die Bildtexte und Abbildungen der jeweils letzten oder folgenden beiden Seiten durch. Das wird aber nur in der Umgebung der hinreichend deckenden Abbildungen in Form störender Schatten sichtbar.
- Biblische, mythologische und historische Darstellungen – 22
- Figurenstudien und Genreszenen – 140
- Tierstücken – 282
- Landschaften – 302
- Porträts and Selbstporträts – 400
- Kopien nach Werken anderer Künstler – 432

### Katalog der Radierungen
Der Katalog der Radierungen beginnt auf Seite 466 und ist damit von etwas geringerem Umfang als der Zeichnungskatalog. Er wurde von Erik Hinterding erarbeitet, einem der beiden Verfasser der 2013 erschienenen sieben Rembrandt-Bände des New Hollstein und einem der herausragenden Experten für das grafische Werk Rembrandts. Die Einleitung Rembrandt als Radierer umfasst fünf Seiten. Auch dieser Katalog ist in thematische Kapitel gegliedert, die einen deutlich geringeren Umfang haben. Dennoch ist die Einteilung willkürlich, und bei vielen Blättern ist der Grund für die Zuordnung nicht offensichtlich. Innerhalb der Kapitel sind die Zeichnungen nicht durchgehend chronologisch geordnet, sondern zum Beispiel das erste Kapitel wird weiter in Altes Testament, Neues Testament, religiöse Einzelfiguren und Mythologie unterteilt.
Die Einführung eines Kapitels hat jeweils eine Länge von nur einer Seite. Darauf folgen die Abbildungen der Radierungen, die stets lagerichtig abgedruckt sind. Das glatte Papier vermeidet die Störung des Bildeindrucks und selbst feinste Details der Radierungen werden zugänglich. Allerdings scheinen die Bildtexte und Abbildungen auch hier ein wenig durch. Die Mehrzahl der Radierungen Rembrandts sind in mehreren Zuständen überliefert, die sich ganz erheblich voneinander unterscheiden können. Von wenigen Ausnahmen abgesehen enthält der Katalog nur die Abbildung eines Zustands jeder Radierung. Wer sich mit den Zuständen des Gesamtwerks näher beschäftigen möchte muss auf den New Hollstein Dutch zurückgreifen, der alle Zustände zeigt, aber auch mehr als das Zwanzigfache kostet.
- Biblische und mythologische Darstellungen – 476
- Akte – 556
- Genredarstellungen – 572
- Landschaften – 612
- Selbstporträts – 636
- Porträts – 660
- Tronies – 686
- Skizzenblätter – 722
- Aus anderer Hand überlieferte Werke – 732

### Apparat mit Konkordanzen und Register

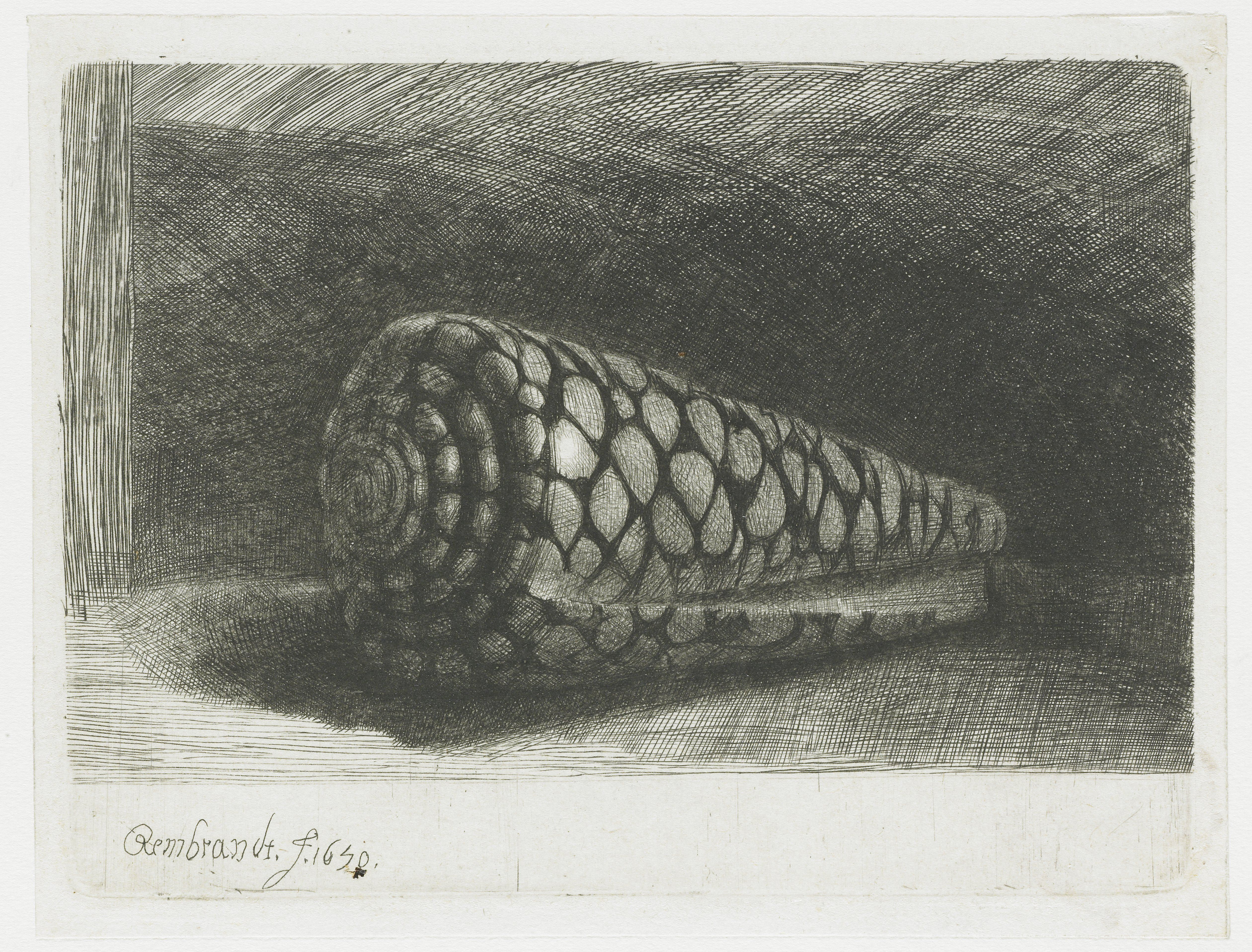
R160 Die Muschel Conus Marmoreus, 1650. Radierung, Kaltnadel und Grabstichel, 97 × 132 mm; signiert: Rembrandt f. 1650. Amsterdam, Rijksmuseum, Inv. RP-P-OB-242 (NH. 247 II)

Zum Abschluss des Bandes werden den Katalognummern der Zeichnungen auf drei Seiten die Nummern der ersten Auflage des Benesch-Katalogs von 1954 bis 1957 gegenübergestellt. Die Konkordanz der Radierungen ordnet die Katalognummern der Nummerierung im New Hollstein von 2013 und im Bartsch-Katalog von 1797 zu. Es folgt eine Liste der Gemälde Rembrandts, die im vorliegenden Band erwähnt wurden, und ein mit nicht einmal zwei Seiten gegenüber der umfangreichen Bibliografie des Gemälde-Bands sehr knapp gehaltenes Literaturverzeichnis. Wie schon bei dem Gemäldeband beschränkt sich das Register auf die von den Autoren oder Übersetzern vergebenen deutschen Werktitel. Da die Kataloge keine nach den Nummern anderer Werkverzeichnisse sortierte Konkordanz enthalten, erhält der Leser kaum Unterstützung bei der Suche nach einem bestimmten Werk. Ärgerlich wird es auch, wenn ein Werk wie Rembrandts einziges radiertes Stillleben, seine Marmor-Kegelschnecke, wieder einmal als Die Muschel Conus Marmoreus bezeichnet wird. Dass es sich nicht um eine Muschel, sondern um eine Schnecke handelt ist in der Literatur oft genug thematisiert worden.

## Rezeption
In der Zeit besprach Alexander Cammann beide Werkverzeichnisse des Taschen Verlags gemeinsam: „Zwei monumentale Bände präsentieren Sämtliche Zeichnungen und Radierungen sowie Sämtliche Gemälde als Werkkataloge in exzellenter Reproduktionsqualität; ihr Gewicht testet die Belastbarkeit von Regal und Couchtisch“.
Die englischsprachige Ausgabe wurde von der Kunstkritikerin Jackie Wullschläger in der Financial Times als eines der besten Kunstbücher des Sommers 2019 rezensiert. Die visuellen Freuden eines ganzen Künstlerlebens seien in diesem außergewöhnlich schön ausgestatteten ersten Farbbildband des grafischen Gesamtwerks Rembrandts versammelt – mehr als tausend Werke, jedes eine Demonstration überlegener Virtuosität von Hand und Auge.
Der britische Maler und Grafiker David Hockney lobte den Taschen Verlag, unter Einbeziehung des Bandes mit den Gemälden und des weniger umfangreichen Werks über die Selbstporträts: „Mit diesen Büchern haben Sie Rembrandt in das 21. Jahrhundert gebracht“ (englisch: “With these books, you have brought Rembrandt into the 21st century”).
Auf Hockneys Enthusiasmus nahm auch der Kunstkritiker Martin Gayford in der britischen Wochenzeitung The Spectator Bezug. Bei den beiden Bänden liege der Schwerpunkt nicht auf dem Text, sondern auf den Reproduktionen in hoher Qualität. Im Fall der Zeichnungen, die oft auf Papierschnipseln ausgeführt wurden, seien viele Abbildungen weit größer als die Originale. Der begeisterte David Hockney habe Recht: hier würden Rembrandts Papierarbeiten wie nie zuvor gezeigt.

## Ausgaben
- Peter Schatborn, Erik Hinterding: Rembrandt. Sämtliche Zeichnungen und Radierungen. Hrsg.: Petra Lamers-Schütze. Taschen Verlag, Köln 2019, ISBN 978-3-8365-7542-3 (756 S., Hardcover mit Ausklappseite, 29 × 39,5 cm, 6,80 kg).
- Rembrandt. The Complete Drawings and Etchings. Taschen, Cologne 2019, ISBN 978-3-8365-7544-7 (englisch, 756 S.).
- Rembrandt. Alle tekeningen en etsen. Taschen, Keulen 2019, ISBN 978-3-8365-7543-0 (niederländisch, 756 S.).
- Rembrandt. Tous les dessins et toutes les eaux-fortes. Taschen, Cologne, Paris 2019, ISBN 978-3-8365-7545-4 (französisch, 756 S.).
- Rembrandt. Todos los dibujos y grabados. Taschen, Colonia 2020, ISBN 978-3-8365-7879-0 (spanisch, 756 S.).